# Bob Dylan
Bob Dylan (født Robert Allen Zimmerman 24. maj 1941 i Duluth, Minnesota, USA) er en amerikansk sanger og sangskriver, som i begyndelsen af 1960'erne blev en af de førende kunstnere inden for den nye folkemusik.
Bob Dylan er ifølge musikmagasinet Rolling Stone ansvarlig for den fjerde bedste sang nogensinde med nummeret "Like a Rolling Stone". Bob Dylan vandt i 2016 Nobelprisen i litteratur, og blev dermed den første og hidtil eneste musiker, der nogensinde har modtaget denne pris. Han har været en vigtig inspirationskilde for kunstnere såsom The Beatles, Johnny Cash, Leonard Cohen, Pink Floyd, Stevie Wonder og utallige andre. Bruce Springsteen, som også i høj grad har været inspireret af Dylan, sagde til Rolling Stone Magazine i 2009: "Elvis frigjorde kroppen, Dylan frigjorde sindet," hvilket i høj grad karakteriserer den effekt, Bob Dylan har haft på moderne musik og social udvikling. Bob Dylan har både som person og med sin lyrik påvirket amerikansk og derfor global politik, og har særligt inspireret liberale amerikanske præsidenter såsom Jimmy Carter, Bill Clinton og Barack Obama. Sidstnævnte tildelte ham The Presidential Medal of Freedom, den højeste udmærkelse for civile personer i USA.

## Barndom og opvækst
Robert Allen Zimmerman blev d. 24. maj 1941 født i Duluth, Minnesota, USA som den yngste af to brødre. Han voksede op i et middelklassehjem med jødiske forældre, faderen Abram Zimmerman og moderen Beatrice "Beatty" Stone. Familien boede i Duluth indtil Dylan fyldte seks, da familien på grund af sygdom var nødt til at flytte til moderens hjemby, Hibbing, Minnesota. Her boede de resten af hans barndom. Den amerikanske præsident Barack Obama citerede Bob Dylan for at have sagt om sin hjemby: "Man kunne ikke være en rebel, det var for koldt"[kilde mangler].
Dylan stiftede i løbet af sin ungdom en række amatørbands, og optrådte til arrangementer på sin skole og gymnasium. En af hans kvindelige undervisere i grundskolen er citeret for at have sagt, at han med disse bands optrådte på en måde, som for de andre elever var vanskelig at forholde sig til. Naturen af hans meget energiske optræden var på dette tidspunkt ganske uset, og mange af eleverne var derfor relativt skeptiske.

## Starten i Greenwich Village
Dylan begyndte på University of Minnesota i Minneapolis, men forlod det allerede som 19-årig uden eksamen. rejste han til New York, hvor han hurtigt blev en del af det blomstrende folkemusikmiljø på kaffebarerne i kunstnerkvarteret Greenwich Village. Han besøgte sit store forbillede, den legendariske amerikanske folkemusiker Woody Guthrie på dennes sygeleje på Greystone Park Psychiatric Hospital i Morris Plains, New Jersey.
Hans første album Bob Dylan, blev udgivet den 19. marts 1962. Det blev kun solgt i omkring 5.000 eksemplarer. Det var først efterfølgeren The Freewheelin' Bob Dylan fra 1963, der blev hans egentlige gennembrud. Med sange som "Blowin' in the Wind", "Masters of War" og "A Hard Rain's A-Gonna Fall" blev han udråbt som "protest-sanger", og gjort til 'talerør for sin generation'. En position Dylan selv havde svært ved at acceptere offentligt. Med dette album blev den unge Dylan cementeret i musikhistorien, og kritikkere er generelt enige om, at hvis Bob Dylan udelukkende havde udgivet dette album, ville vi stadig have talt om ham som en legende dagen i dag. Albummets stemning blev i høj grad baggrundsmusik til den folkeopstand, der med folk som Martin Luther King, Jr. i spidsen opstod i løbet af 1960'erne.

## Stifter af folkrock
Bob Dylan anses af mange, gennem sine eksperimenter med sammenblanding af rockgruppens besætning med sit eget musikalske udgangspunkt, som stifteren af genren folkrock. Med et stort antal klassiske sange er han en af de mest indflydelsesrige musikere i rockhistorien. Med sine surrealistiske tekster og sin unikke stemmeføring ændrede han synet på, hvad der kan synges om, og hvordan det kan synges. Rolling Stone magazine placerede i 2003 Dylan som nr. 2 på deres liste over 'De 100 største artister nogensinde'. Udover dette placerede de "Like a Rolling Stone" som værende den bedste sang i verden  og gav ham en 7. plads på listen over 'De 100 bedste sangere nogensinde'.
Udover at være ophavsmanden til genren folkrock har Bob Dylan også bidraget betydeligt til adskillige andre genrer, heriblandt folkemusik, rock, country, blues, gospel, popmusik og sågar rap. Dette blev bemærket i en tale af den daværende amerikanske præsident Barack Obama, som i sin tale sagde at der "ikke findes en eneste gigant inden for amerikansk musik, der ikke har meget at takke Bob Dylan for" og at "der ikke har været en større gigant inden for amerikansk musikhistorie [end Bob Dylan]".

## "Dylan går elektrisk!"
De følgende plader bevæger sig lyrisk fra det politiske til det surrealistiske, bl.a. under inspiration fra indtagelse af euforiserende stoffer. I maj 1964 var Dylan i England og mødte The Beatles og The Animals, hvis hårde rocklyd havde stor gennemslagskraft over for publikum verden over. Dette var bl.a. med til at inspirere Dylan, og med pladen Bringing It All Back Home (1965) og i særdeleshed åbningsnummeret "Subterranean Homesick Blues" introducerede Dylan den elektriske guitar på sine egne plader. Hans elektriske optræden ved Newport Folk Festival i 1965 vakte stor forargelse blandt hans gamle folkemusikpublikum. Det første nummer Dylan gav elektrisk var "Maggie's Farm", efterfulgt af "Like a Rolling Stone".
Det faktum at Bob Dylan i 1965 havde valgt at gå elektrisk, var et stort chok for musikelskere verden over. En berømt episode opstod, da en aldrig-identificeret mand under en koncert råbte "Judas!" og hvortil Bob Dylan berømt svarede "I don't believe you.. You're a liar.. Play it fucking loud!".

## Rockens klassikere
Albummet Bringing It All Back Home skulle, sammen med den efterfølgende Highway 61 Revisited (1965) og dobbeltalbummet (som anses for at være det første af slagsen i musikhistorien) Blonde On Blonde (1966), udgøre en trio, der er kommet til at stå som nogle af de bedste plader i rockhistorien med klassikere som "Mr. Tambourine Man", "Love Minus Zero/No Limit", "Like a Rolling Stone", "Desolation Row", "Visions of Johanna" og "Just Like A Woman" samt adskillige andre.

## Country
I 1969 indspillede han country-albummet Nashville Skyline, hvor Johnny Cash medvirkede på åbningsnummeret. Dette album inspirerede mange countrykunstnere til at bryde med en stiv musikindustri og forny genren.
Af andre Dylanplader bør især fremhæves The Times They Are A-Changin' (1964), Another Side of Bob Dylan (1964), John Wesley Harding (1967), Blood on the Tracks (1975), Desire (1976), Infidels (1983), Biograph (1985) (dog ikke et studiealbum, men et album som opsamlede en masse gamle tidligere kasserede numre og alternative indspilninger af kendte numre), Oh Mercy (1989), Time Out of Mind (1997), "Love and Theft" (2001) og Modern Times' (2006).
Dylan har siden slutningen af 1980'erne turneret næsten uafladeligt, hvorfor hans turné bliver kaldt "The Neverending Tour" (Den Uendelige Turné).
Han har flere gange besøgt Danmark i de seneste år.

## Politik og religion
Godt nok var der en del politisk indhold i mange af Dylans tidlige sange, men han selv tog ikke nogen egentlig politisk stilling, udover en åbenlys harme over uretfærdighed i samfundet, særligt overfor de svageste, og han udtalte, at han ikke var en specielt politisk person. Mod slutningen af 1970'erne blev han religiøs, genfødt kristen, og hans musik inddrog gospel-genren (på albummet Saved). Dette stødte mange af hans tidligere fans væk, men tiltrak til gengæld et nyt publikum. Hans religiøse albumstrilogi er de tre album Slow Train Coming (1979), Saved (1980) og Shot of Love (1981).
Albummerne blev ikke modtaget særligt godt af kritikerne. Dylan fjernede sig på den efterfølgende udgivelse Infidels (1983) fra den tydelige religiøsitet i teksterne, og blev hyldet af kritikerne med det, som for nogle blev anset for at være hans comeback-album og en tilbagevenden til sekulær musik.

## Genbrug af andres materiale
Albummet Modern Times fra 2006 fik gode anmeldelser hos de fleste musikanmeldere, men fik samtidig også en del kritik, fordi han øjensynligt har brugt gammelt materiale, hvor copyrighten er udløbet, hvorefter han satte sit eget navn på som ophavsmand. Eksempelvis minder Rollin' and Tumblin' meget om Muddy Waters version af den klassiske blues sang, dog med to nye vers.
I 2009 udgav Dylan det overvejende blues-baserede album Together Through Life med lutter nye sange, som var indspillet med hans faste tourband og harmonikaspilleren David Hildago fra Los Lobos. Og til overraskelse for mange indspillede han tillige et jule-album, Christmas In The Heart, med kendte julesange og -salmer til udgivelse i oktober 2009.

## Hæder
Dylan modtog i 2008 Pulitzerprisen motiveret med "hans grundlæggende indflydelse på populærmusikken og på amerikansk kultur, præget af lyriske værker med ekstraordinær poetisk kraft". Bob Dylan modtog i maj 2012 the Medal of Freedom. Ydermere er Bob Dylan kontinuerligt siden 1996 blevet nomineret til at vinde Nobelprisen i litteratur, som han endeligt blev tildelt i 2016. Han nåede lige at udgive sin nobelforelæsning inden fristen udløb. Bob Dylan er dermed den eneste musiker, der nogensinde har modtaget en Nobelpris i litteratur.

## Sælger sine sange
Bob Dylan har solgt rettighederne til alle sine sange, mere end 600 sange, til Universal Music Group for 300 millioner dollars.

## Diskografi
- Bob Dylan (1962)
- The Freewheelin' Bob Dylan (1963)
- The Times They Are A-Changin' (1964)
- Another Side of Bob Dylan (1964)
- Bringing It All Back Home (1965)
- Highway 61 Revisited (1965)
- Blonde On Blonde (1966)
- Bob Dylan's Greatest Hits (1967)
- John Wesley Harding (1967)
- Nashville Skyline (1969)
- Self Portrait (1970)
- New Morning (1970)
- More Bob Dylan Greatest Hits (1972)
- Pat Garrett & Billy The Kid (1973)
- Dylan (1973)
- Planet Waves (1974)
- Before The Flood (1974)
- Blood On The Tracks (1975)
- The Basement Tapes (1975)
- Desire (1976)
- Hard Rain (1976)
- Street Legal (1978)
- Slow Train Coming (1979)
- At Budokan (1979)
- Saved (1980)
- Shot Of Love (1981)
- Infidels (1983)
- Real Live (1984)
- Empire Burlesque (1985)
- Biograph (1985)
- Knocked Out Loaded (1986)
- Down In The Groove (1988)
- Dylan and The Dead (1989)
- Oh Mercy (1989)
- Under The Red Sky (1990)
- The Bootleg Series, Vols 1-3, Rare and Unreleased 1961-1991 (1991)
- Good As I Been To You (1992)
- World Gone Wrong (1993)
- The 30th Anniversary Concert Celebration (1993)
- Greatest Hits Volume 3 (1994)
- MTV Unplugged (1995)
- Time Out Of Mind (1997)
- The Bootleg Series, Vol. 4: Bob Dylan Live, 1966: The "Royal Albert Hall Concert" (1998)
- "Love and Theft" (2001)
- The Bootleg Series, Vol. 5: Bob Dylan Live 1975: The Rolling Thunder Revue (2002)
- The Bootleg Series, Vol. 6: Bob Dylan Live 1964: Concert at Philharmonic Hall (2004)
- The Bootleg Series, Vol. 7: No Direction Home: The Soundtrack, 2004. A Martin Scorsese Picture (2004)
- Live at The Gaslight 1962 (2005)
- Live at Carnegie Hall 1963 (2005)
- Modern Times (2006)
- Tell Tale Signs: The Bootleg Series, Vol. 8 (2008)
- Together Through Life (2009)
- Christmas in the Heart (2009)
- Tempest (2012)
- Shadows in the Night (2015)
- Fallen Angels (2016)
- Triplicate (2017)
- Rough and Rowdy Ways (2020)
- Shadow Kingdom (2023)